# In the Shadow of the Moon (film 2007)
In the Shadow of the Moon è un film-documentario britannico del 2007 diretto da David Sington e Christopher Riley.
Il documentario è incentro sul programma spaziale statunitense chiamato Programma Apollo, che portò allo sbarco dei primi uomini sulla Luna.
Il film è stato presentato al Sundance Film Festival 2007 nella sezione World Cinema Documentary.